# Бял шум
Бял шум (на английски: white noise) е случаен сигнал (или процес) с плоска спектрална плътност на мощността. С други думи сигналът притежава еднаква мощ във всеки постоянен честотен диапазон с произволна централна честота. Белият шум получава своето име от бялата светлина, при която спектралната плътност на мощността на светлината е разпределена във видимия спектър по такъв начин, че трите рецептора (пръчици) на светлина в окото са приблизително еднакво стимулирани.
Бял шум с безкраен честотен диапазон е чисто теоретична конструкция. Имайки мощност във всички честоти, пълната мощност на такъв сигнал е безкрайна и следователно той е невъзможен за генериране. Практически обаче сигнал може да е „бял“ с плоска честотна характеристика в определен честотен диапазон.
|  | Тази страница частично или изцяло представлява превод на страницата White noise в Уикипедия на английски. Оригиналният текст, както и този превод, са защитени от Лиценза „Криейтив Комънс – Признание – Споделяне на споделеното“, а за съдържание, създадено преди юни 2009 година – от Лиценза за свободна документация на ГНУ. Прегледайте историята на редакциите на оригиналната страница, както и на преводната страница, за да видите списъка на съавторите. ВАЖНО: Този шаблон се отнася единствено до авторските права върху съдържанието на статията. Добавянето му не отменя изискването да се посочват конкретни източници на твърденията, които да бъдат благонадеждни. |